# Межовий дуб
Межови́й дуб — вікове дерево, ботанічна пам'ятка природи місцевого значення в Україні.
Зростає поблизу села Колиндяни Чортківського району Тернопільської області, у кварталі 51, виділі 10 Колиндянського лісництва державного підприємства «Чортківлісгосп» у межах лісового урочища «Коло дуба».
Оголошений об'єктом природно-заповідного фонду рішенням виконкому Тернопільської обласної ради № 637 від 27 грудня 1976. Перебуває у віданні Тернопільського обласного управління лісового господарства. Площа — 0,05 га.
Під охороною — дуб черещатий віком понад 400 р. та діаметром 160 см, висотою 21 м, діаметром крони в поперечнику 27 м. Стовбур починає розгалужуватися на висоті 6 м. Від цього дерева походить назва навколишнього урочища «Коло дуба».
Дуб служив межовим знаком між великим поміщицьким землеволодінням і малими селянськими наділами, був «свідком» земельних суперечок. Має велику історичну, науково-пізнавальну та естетичну цінність.